# Aaron H. Cragin

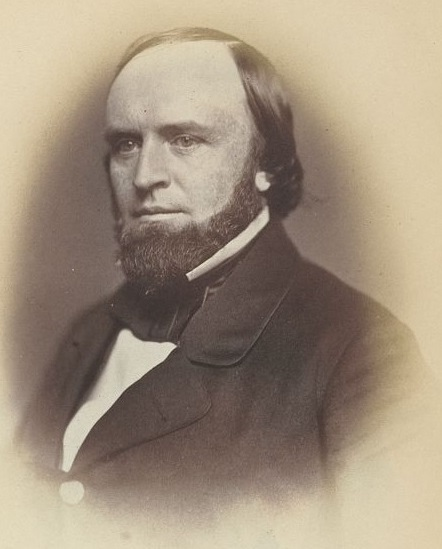
Aaron H. Cragin.

Aaron Harrison Cragin, född 3 februari 1821 i Weston, Vermont, död 10 maj 1898 i Washington, D.C., var en amerikansk politiker. Han representerade delstaten New Hampshire i båda kamrarna av USA:s kongress, först i representanthuset 1855-1859 och sedan i senaten 1865-1877.
Cragin studerade juridik och inledde 1847 sin karriär som advokat i Lebanon, New Hampshire. Han gick med i knownothings och blev invald i representanthuset i kongressvalet 1854. Han bytte sedan parti till republikanerna och omvaldes 1856. Han efterträddes 1859 som kongressledamot av Thomas M. Edwards.
Cragin efterträdde 1865 John P. Hale som senator för New Hampshire. Han efterträddes 1877 av Edward H. Rollins.
Cragin avled 1898 och gravsattes på School Street Cemetery i Lebanon.